# بيتر شارب (لاعب كريكت)
بيتر شارب (4 أبريل 1944 في المملكة المتحدة - ) (بالإنجليزية: Peter Sharpe)‏ هو لاعب كريكت بريطاني. لعب مع Norfolk County Cricket Club ‏.

## وصلات خارجية
- بيتر شارب على موقع إي آس بي آن كريك إنفو (الإنجليزية)